# Jan Raas
Jan Raas (ur. 8 listopada 1952 w Heinkenszand) – holenderski kolarz szosowy i torowy, złoty medalista mistrzostw świata.

## Kariera
Jan Raas był jednym z najlepszych sprinterów w peletonie lat 70. XX w. Jego zawodowa kariera rozpoczęła się w 1975 roku w słynnej drużynie TI-Raleigh Team i zakończyła w 1985 po 145 zwycięstwach. Jego największym sukcesem była wygrana w wyścigu ze startu wspólnego zawodowców podczas mistrzostw świata w Valkenburgu w 1979 roku. W zawodach tych, na oczach 200 000 widzów, pokonał w sprincie Dietricha Thuraua z RFN. Był to jednak jedyny medal wywalczony przez niego na międzynarodowej imprezie tej rangi. W tej samej konkurencji był też ósmy na mistrzostwach świata w Ostuni w 1976 roku.
Swoją karierę zakończył po ciężkim roku 1985, gdyż rok wcześniej na wyścigu Mediolan-San Remo uległ poważnemu wypadkowi, w którym doznał ciężkich obrażeń pleców i narządów wewnętrznych. Mimo to, kilka miesięcy później wygrał jeszcze etap na Tour de France, chociaż nie potrafił wrócić już do poprzedniego poziomu. Startował także w kolarstwie torowym, zdobywając między innymi srebrny medal w wyścigu punktowym na mistrzostwach Holandii w 1984 roku. Nigdy nie wystąpił na igrzyskach olimpijskich. W 1985 roku zakończył swoją przygodę z zawodowym kolarstwem.
Po czasie aktywnego uprawiania sportu Jan Raas został dyrektorem sportowym drużyny Kwantum, która po kilku zmianach sponsora istnieje obecnie pod nazwą Rabobank Cycling Team. W 2003 Raas odszedł z Rabobanku.

## Największe sukcesy
- 1976, 1983 i 1984 - Mistrz Holandii
- 1977, 1978, 1979, 1980 i 1982 - Amstel Gold Race
- 1977 - Mediolan-San Remo
- 1979 - Mistrzostwo świata
- 1979, 1980, 1981 - E3 Prijs Vlaanderen
- 1980, 1983 - Kuurne-Bruksela-Kuurne
- 1981 - Gandawa-Wevelgem
- 1981 - Omloop Het Volk
- 1981 - Étoile de Bessèges
- 1982 - Paryż-Roubaix
- 1983 - Ronde van Vlaanderen
- 10 zwycięstw etapowych na Tour de France